# 파주시 (선거구)
파주시는 대한민국의 옛 국회의원 선거구이다. 당시 경기도 파주시 지역을 관할했다.

## 역사
1996년 3월 1일을 기해 파주군이 파주시로 승격되었다. 이에 대한민국 제15대 국회의원 선거를 앞두고 파주군 선거구가 파주시 선거구로 개편되었다. 
대한민국 제19대 국회의원 선거를 앞두고 파주시 선거구가 파주시 갑, 파주시 을 선거구로 분구되면서 폐지되었다.

## 역대 국회의원
| 선거   | 정당 | 정당         | 의원   |
| ------ | ---- | ------------ | ------ |
| 1996년 |      | 자유민주연합 | 이재창 |
| 2000년 |      | 한나라당     | 이재창 |
| 2004년 |      | 한나라당     | 이재창 |
| 2008년 |      | 한나라당     | 황진하 |

## 역대 선거 결과

### 대한민국 제15대 국회의원 선거
|  | 40.66% |

|  | 32.76% |

|  | 12.55% |

|  | 5.55% |

|  | 3.70% |

|  | 3.05% |

|  | 1.70% |

### 대한민국 제16대 국회의원 선거
|  | 37.20% |

|  | 35.51% |

|  | 20.21% |

|  | 3.32% |

|  | 2.07% |

|  | 1.66% |

### 대한민국 제17대 국회의원 선거
|  | 47.01% |

|  | 39.53% |

|  | 5.86% |

|  | 3.85% |

|  | 1.74% |

|  | 1.28% |

|  | 0.68% |

### 대한민국 제18대 국회의원 선거
|  | 58.97% |

|  | 28.73% |

|  | 10.33% |

|  | 1.94% |